# SafeDisc
SafeDisc è una protezione anticopia, sviluppata da Macrovision Corporation (ora Rovi Corporation), per applicazioni e giochi eseguibili su Microsoft Windows distruibiti su dischi ottici.

## Storia
Ci sono state diverse revisioni di SafeDisc nel corso degli anni. Tutte hanno avuto l'obiettivo comune di rendere più difficile la copia dei dischi. L'ultima revisione è commerciata come SafeDisc Advanced.
Le prime versioni di SafeDisc non rendevano i dischi particolarmente difficili da copiare. Dalla versione 2.90 sono stati prodotti dischi difficili da copiare o su cui fare ingegneria inversa, richiedendo l'uso di specifici programmi masterizzatori capaci di emulare i "settori deboli" e i formati dei dati tipici di SafeDisc.

### Abbandono del supporto
Poco dopo il rilascio di Windows 10 nel 2015, Microsoft annunciò che i videogiochi con il DRM SafeDisc non sarebbero stati eseguibili sul sistema operativo, esprimendo preoccupazioni di sicurezza sul software a causa del modo in cui esso è "profondamente radicato" nel sistema. Microsoft espresse che supportare SafeDisc sarebbe potuto diventare una falla sfruttabile dai virus informatici.
Il supporto sulle versioni precedenti di Windows fu abbandonato con il rilascio dell'aggiornamento numero 3086255 nel 2015.

## Elusione
Le prime versioni di SafeDisc erano superate con programmi per l'emulazione d'immagine del disco come Daemon Tools e Alcohol 120%. Versioni successive di SafeDisc bloccano questi programmi, per cui chi vuole usare questo metodo deve installare software aggiuntivo per nascondere il montatore; alcuni esempi sono CureRom e Y.A.S.U.
Un altro attacco possibile a SafeDisc è quello di estrarre l'applicazione cifrata dall'archivio in cui è contenuta. Tutti i dischi cifrati da SafeDisc contengono un file ICD, un formato usato per assicurare che sia montato il CD originale. UnSafeDisc elude e decifra i file cifrati da SafeDisc aprendo il file ICD, decifrandolo e convertendolo in un file .exe. Tuttavia, con questo approccio ogni programma ha bisogno di una patch specifica per sbloccare piene funzionalità. 

## Funzionamento
SafeDisc aggiunge una firma digitale univoca al disco ottico al momento della replica. Ogni volta che un programma protetto da SafeDisc è eseguito, l'autenticatore di SafeDisc effettua vari controlli di sicurezza e verifica la firma sul disco ottico. L'autenticazione richiede tra 10 e 20 secondi. Dopo aver finito l'autenticazione, la sequenza è completata e il programma è eseguito normalmente. La firma di SafeDisc è progettata per essere difficile da copiare o trasferire dal disco originale. (Ad esempio, potrebbe cambiare come conseguenza di una correzione d'errore durante la copia.) Alcuni programmi multimediali sono progettati per essere eseguiti dal disco rigido del PC senza accedere ai file sul disco ottico una volta installati. SafeDisc lo permette, a patto che il consumatore mantiene il CD o DVD originale, che è richiesto per l'autenticazione ogni volta che il programma è lanciato. La mancanza del disco del lettore al momento del caricamento del programma impedirà la validazione della firma di SafeDisc.

## Storico delle versioni

### SafeDisc V1
Questa prima release della protezione era applicata sui CD, ed era rintracciabile grazie alla presenza di questi file nel supporto:
- 00000001.TMP
- CLCD16.DLL
- CLCD32.DLL
- CLOKSPL.EXE
- DPLAYERX.DLL

In aggiunta, alcune volte, nel CD erano presenti anche altri due file legati alla SafeDisc (ovviamente in sostituzione di "NOMEGIOCO" vi era il nome del gioco stesso):
- NOMEGIOCO.EXE
- NOMEGIOCO.ICD

### SafeDisc V2
In questa seconda versione, utilizzata ancora per i soli CD, la protezione poteva essere localizzata grazie a questi file (il secondo non sempre presente):
- 00000001.TMP
- 00000002.TMP

Questa versione introdusse i settori danneggiati all'interno del disco, che crearono problemi di sincronizzazione con il masterizzatore. Settori che però non avevano effetto su un'immagine del CD, montata su un emulatore di periferica come Daemon Tools e affini.

### SafeDisc V3
Questa terza release, utilizzata per CD e DVD, usa una chiave per criptare i file d'esecuzione principali (che siano EXE o DLL) e crea una firma digitale corrispondente a quella presente nel supporto, quando questo viene inserito nel lettore CD/DVD e si verifica un tentativo di duplicazione dell'originale (quindi anche degli eseguibili EXE o DLL).
Un programma come CloneCD è in grado di superare questa protezione per la creazione di una copia di backup personale.

### SafeDisc V4
Fino ad ora è l'ultima release della protezione. Al mese di novembre del 2006 (ultimo update della versione 4), i DVD sono protetti dalla SafeDisc 4.70.

## Debolezze del driver SafeDisc
Il 7 novembre 2007 Microsoft dichiarò che "esiste un punto debole nel driver SECDRV.SYS di Macrovision su Windows e potrebbe causare elevazione di privilegio". Questa vulnerabilità fu sistemata da Microsoft l'11 dicembre 2007. "Questa falla non affligge Windows Vista. Il driver, secdrv.sys, è usato da giochi che usano Macrovision SafeDisc. Senza il driver, i giochi che usano la protezione SafeDisc saranno ineseguibili su Windows".